# Comuna Novosilske, Ciornomorske
Novosilske (în ucraineană Новосільське) este o comună în raionul Ciornomorske, Republica Autonomă Crimeea, Ucraina, formată din satele Artemivka și Novosilske (reședința).

## Demografie
Componența lingvistică a comunei Novosilske
     Rusă (83,56%)
     Ucraineană (11,59%)
     Tătară crimeeană (4,17%)
     Alte limbi (0,39%)
Conform recensământului din 2001, majoritatea populației comunei Novosilske era vorbitoare de rusă (83,56%), existând în minoritate și vorbitori de ucraineană (11,59%) și tătară crimeeană (4,17%).